# James Edward Keeler
| (452) Hamiltonia | 6 de diciembre de 1899 |
| (20958) A900 MA  | 29 de junio de 1900    |

James Edward Keeler (10 de septiembre de 1857-12 de agosto de 1900) fue un astrónomo estadounidense, descubridor del primer púlsar.

## Carrera
Keeler comenzó a trabajar en el Observatorio Lick en 1888, donde cesó en 1891 cuando fue nombrado director del Observatorio Allegheny de la Universidad de Pittsburgh. En el mismo año se casó y tuvo dos hijos.
En 1895, con George Hale, Keeler fundó la revista Astrophysical Journal, siendo una de las publicaciones periódicas más respetadas de la astronomía y la astrofísica.
Volvió al Observatorio Lick en 1898, esta vez como director. Murió dos años después, en 1900.

## Investigación
Keeler fue el primero en observar la brecha en los anillos de Saturno que ahora se conoce como división de Encke, utilizando el refractor de 36 pulgadas en el Observatorio Lick el 7 de enero de 1888. Posteriormente fue nombrada en honor de Johann Encke, que había observado una variación mucho más amplia en el brillo de los anillos de Saturno. La segunda brecha importante en el anillo, descubierta por el programa Voyager, fue nombrada división de Keeler en su honor.
En 1895, el estudio espectroscópico de los anillos de Saturno reveló que las diferentes partes de los anillos reflejan la luz con diferentes Dopplers, que se debe a diferentes velocidades orbitales alrededor de Saturno.
Sus observaciones con el telescopio Crossley de Lick contribuyeron a establecer la importancia de los grandes telescopios ópticos reflectores en la comprensión de los astrónomos sobre la naturaleza de las nebulosas. Después de su prematura muerte, sus colegas en el Observatorio Lick publicaron sus fotografías de nebulosas y cúmulos en un volumen especial de las publicaciones del Observatorio Lick.
Keeler descubrió dos asteroides, uno en 1899 y otro en 1900, aunque el segundo se perdió y solo se volvió a localizar unos 100 años más tarde.

## Honores y Legado
- Keeler fue galardonado con la Medalla Henry Draper de la Academia Nacional de Ciencias.
- En 1880, la expedición científica comandada por el director del observatorio de Allegheny, Samuel Pierpont Langley, en la que fue acompañado por Keeler, se dirigió a la cima del Monte Whitney. El propósito de la expedición era estudiar cómo la radiación del Sol es absorbida selectivamente por la atmósfera terrestre, comparando los resultados a gran altura con los obtenidos a cotas más bajas. Como resultado de la expedición, a unos 14.240 pies (4340 metros), un pico cercano al Monte Whitney fue nombrado como la "Aguja de Keeler".
- Además de la división de Keeler en los anillos de Saturno, el cráter Keeler de Marte y el cráter lunar Keeler se nombraron en su honor, así como el asteroide (2261) Keeler.